# Ferit
Ferit ist ein türkischer männlicher Vorname arabischer Herkunft mit der Bedeutung „Der Einzigartige“, „der Einmalige“. Der Name kommt auch in Albanien und Mazedonien vor.

## Namensträger
- Hasan Ferit Alnar (1906–1978), türkischer Komponist
- Ferit Cömert (* 1983), türkischer Fußballspieler
- Nejat Ferit Eczacıbaşı (1913–1993), türkischer Pharmaunternehmer und Kunstförderer
- Ferit Edgü (1936–2024), türkischer Schriftsteller
- Ferit Melen (1906–1988), türkischer Politiker
- Ahmet Ferit Tek (1878–1971), türkischer Politiker, Diplomat und Denker

## Sonstiges
- Flughafen Ferit Melen, nach Ferit Melen benannter Flughafen in der türkischen Stadt Van